# Esperantic Studies Foundation
De Esperantic Studies Foundation (ESF) is een stichting die streeft de internationale taalproblemen op te lossen. Volgens hun website stimuleert ESF onderzoek en onderwijs van Esperanto en aanverwante kwesties betreft interlinguïstische communicatie, voornamelijk in de context van het hoger onderwijs in Noord-Amerika.
Een van de educatieve projecten van ESF is lernu!, een website die enkele gratis meertalige cursussen heeft ontworpen om Esperanto te leren. De site is gelanceerd op 21 december 2002. Het woord lernu is Esperanto voor "leer!" (gebiedende wijs). ESF heeft ook de Tekstaro de Esperanto gemaakt, een tekstcorpus.
De huidige president van ESF is Grant Goodall.